# Laeken

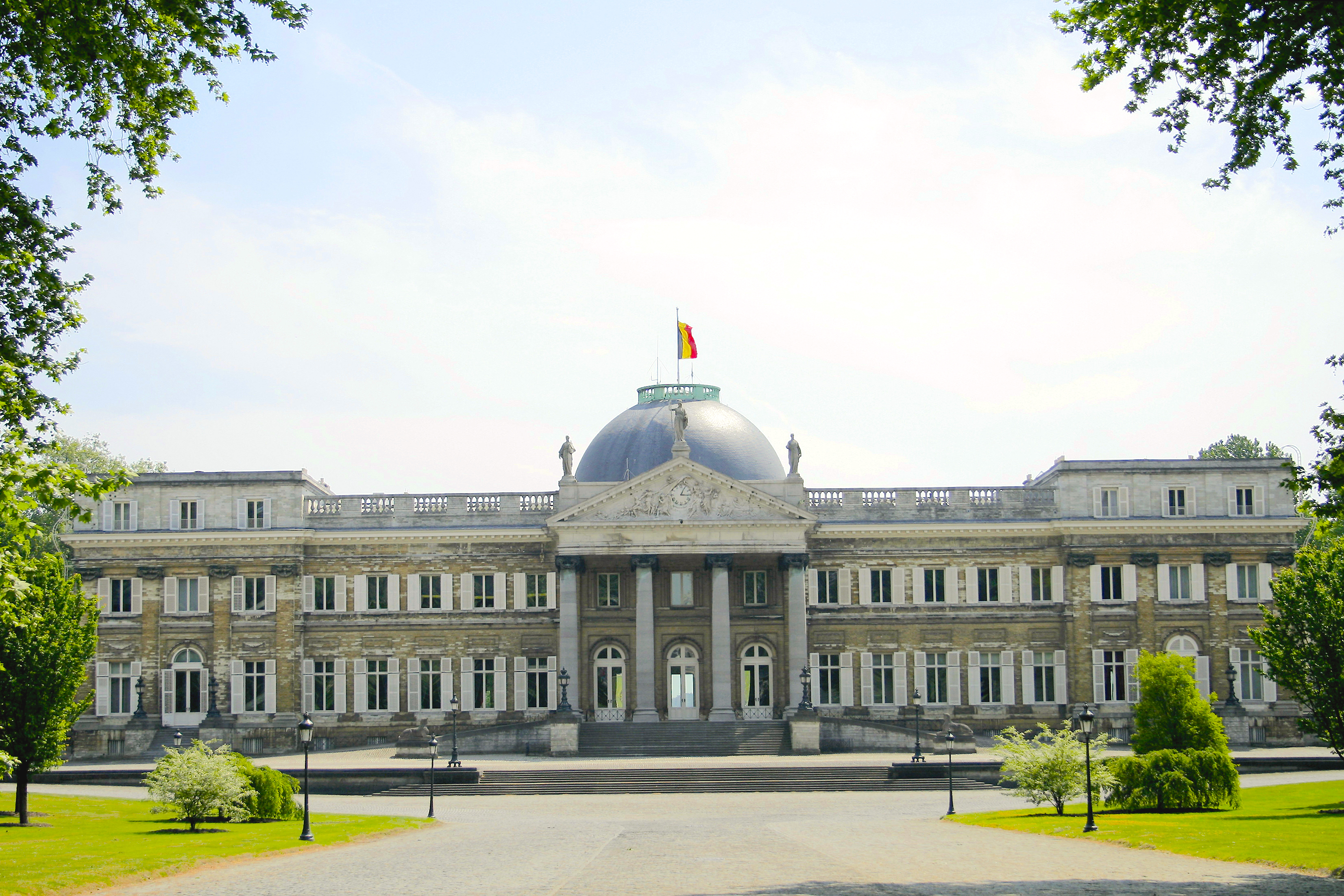
Castelul regal din Laeken

Laeken (ortografiat și Laken) este o fostă localitate din Belgia, actualmente încorporată în orașul Bruxelles. Înainte de 1920 era comună separată.
La Laeken se află Expo și Atomul, precum și cripta regală și bazilica Notre-Dame de Laeken. Tot în Laeken se află și reședința regelui Belgiei Albert al II-lea al Belgiei.